# Кам'янська волость (Єлисаветградський повіт)
Кам'янська волость — історична адміністративно-територіальна одиниця Єлизаветградського повіту Херсонської губернії із центром у селі Кам'янка.
Станом на 1886 рік складалася з 11 поселень, 12 сільських громад. Населення — 2220 осіб (1111 чоловічої статі та 1109 — жіночої), 391 дворових господарство.
|                     | Площа, десятин | У тому числі орної, дес. |
| ------------------- | -------------- | ------------------------ |
| Сільських громад    | 1746           | 1524                     |
| Приватної власності | 5898           | 3162                     |
| Казенної власності  | —              | —                        |
| Іншої власності     | 66             | 63                       |
| Загалом             | 7710           | 4749                     |

Найбільше поселення волості:
- Кам'янка (Булацеля) — колишнє власницьке село при річці Вись за 56 верст від повітового міста, 456 осіб, 82 дворових господарства, православна церква, цегельний завод. За 6 цегельний завод.
- Мар'ївка (Лобри) — колишнє власницьке село, 456 осіб, 108 дворових господарств, 2 шинка.
- Петрівка — колишнє власницьке село при джерелі Петрівському, 103 особи, 17 дворових господарств, православна церква.

Наприкінці 1880-х років перетворена на Мартоноську волость.